# Lycaena arethusa
Lycaena arethusa är en fjärilsart som beskrevs av F. H. Wolley Dod 1907. Lycaena arethusa ingår i släktet Lycaena och familjen juvelvingar. Inga underarter finns listade i Catalogue of Life.